# Casino (album av Black Jack)
Casino är ett musikalbum från dansbandet Black Jack från 2012.

## Låtlista
1. En gammal Amazon
2. Tingeling
3. Älskade ängel
4. En packad väska
5. Viva Las Vegas
6. Jag kommer ifrån landet
7. Vill bara dansa
8. Familjelycka
9. Vad en kvinna vill ha
10. Ikväll står alla stjärnorna rätt
11. Pokerfejs
12. Copacabanas vackra stränder
13. San Antonio Baby

## Listplaceringar
| Lista (2012) | Position                    |
| ------------ | --------------------------- |
| Sverige      | Sverige (Sverigetopplistan) |